# 瑞浪Mio
瑞浪Mio（みずなみ みお）は、岐阜県瑞浪市にある瑞浪市化石博物館のイメージキャラクター。

## 来歴
瑞浪市の文化啓発キャラクター、そして瑞浪市化石博物館のイメージキャラクターとして2010年（平成22年）10月6日に誕生した。名前のMio（ミオ）は瑞浪市に広がる1700万年前の地層の時代（Miocene：マイオシーン）から付けられている。作画は「4コマnanoエース」に2011年（平成23年）3月9日より掲載されている『ぶらっくろっくちゃん』の作者「ringo」が担当。

## キャラ設定
瑞浪市に住む化石が大好きな13歳の女の子。化石の楽しさや瑞浪市の文化を伝えたり、イベントの告知をしたりと博物館だけでなく皆のアイドル、萌えキャラを目指している。
Mioが手に連れているのは、瑞浪市からも発見されている化石哺乳類のデスモスチルスをモチーフにしたキャラクター、「デスモ」。従来、「デスモくん」として描かれたマスコットキャラクターをもとに、Mioのデザインと合わせて描き直された。従来の「デスモくん」と区別するために、「デスモ」として表記するのが正確である。
Mioが首にしているのはビカリアのネックレスで、デスモはその中身の化石「おさがり」を身につけている。また、髪留めにはデスモスチルスの歯をイメージしたものをつけており、古生物学者も納得する細部へのこだわりが見られる。腰には化石採取用のハンマーやタガネ、ものさしを装備。
二次創作も公認されているため、様々な絵師によるイラストが描かれている。

## 活動年譜
2010年
- 10月6日：瑞浪市公認キャラとしてデビュー。
- 10月7日：半原文楽のPRで地域新聞に掲載。
- 11月3日：岐阜県文楽・能大会の宣伝としてマンガを配布。半原 文（はんばら あや）、文楽保存会会長も新たなキャラクターとして登場。
- 12月19日：博物館の来館記念用としてラミネートカードを無料配布。

2011年
- 4月5日：瑞浪市コミュニティバスにMioのステッカーを貼りPR。
- 5月1日：化石図鑑も兼ねたMioの缶バッジを販売開始。Mioのイラストは5人の絵氏（ringo、茶みらい、ゆ～のす、美月めいあ、松本結）が担当。カラーは赤、ピンク、黒、青、黄。
- 7月1日：Mioのイラスト展が開催。計18人の絵師が参加（ringo、久正人、茶みらい、美月めいあ、ゆ～のす、松本結樹、akira、Kumata、いちかわしょうご、斉藤樹、戦ピー、中島真理、ちおり、AL Hachino、Meribenni、赤井さしみ、うまるつふり、佐武原）。
- 8月17日：MioのイメージBGMがニコニコ動画、YouTubeに公開される。「瑞浪Mioテーマソング」（戦ピー　作曲）。
- 8月19日：博物館プロモーションビデオ製作のため、Mioとデスモに声があてられる。キャストはMioが野中藍、デスモは瑞浪市に住む中学生が担当。
- 10月8日：博物館プロモーションビデオ公開。常設展とYouTubeにて見ることができる。
  - 「瑞浪市化石博物館映像コンテンツ1/2展示室編」、「瑞浪市化石博物館映像コンテンツ2/2野外学習地編」
    - 企画・製作：瑞浪市化石博物館
    - キャラクター原案：ringo
    - 編集・アニメーション製作：紺野大樹
    - 曲：戦ピー
    - キャスト：野中藍、工藤由加里、伊藤ひより

2017年
- ミュージアム キャラクター アワード 2017で、4位となる。